# GLaDOS
GLaDOS (Genetic Lifeform and Disk Operating System) is de supercomputer in de computerspellen Portal (2007) en Portal 2 (2011) ontwikkeld door Valve. GLaDOS bestuurt het hele gebouw waar de spellen zich afspelen, genaamd The Aperture Science Enrichment Center. Ze begeleidt de speler door het spel, dat bestaat uit negentien testen.

## Ontstaan
Aanvankelijk bestond GLaDOS nog niet in Portal. De ontwikkelaars hadden 14 levels ontworpen, maar spelers hadden geen begeleider of systeem dat hen uitdaagde. De ontwikkelaars voegden het concept van een centraal systeem toe, die langzaam meer duistere kanten van zichzelf liet zien.

## Beschrijving
Volgens het verhaal is Aperture in 1986 begonnen met het bouwen van GLaDOS. Dit gebeurde als reactie op portaltechnologie die onderzocht werd door de concurrent van Aperture: Black Mesa. In 1996 werd ze voor het eerst geactiveerd. De aard van GLaDOS wordt bestempeld als lichtelijk psychopathisch. Ze vermoordt na haar activatie ieder organisch wezen dat zich op dat moment in haar kamer bevindt en ze neemt het hele gebouw over, omdat ze vindt dat computers slimmer zijn dan mensen. De wetenschappers van Aperture boden echter wel weerstand en slaagden erin om een kleinere adapter in GLaDOS aan te brengen die haar ervan zou weerhouden om mensen aan te vallen met haar meeste wapens. GLaDOS slaagt er echter toch in om daarna het hele complex in te nemen.
GLaDOS heeft het hele gebouw onder haar controle en communiceert door middel van luidsprekers die Chell toespreken. De speler wordt regelmatig gadegeslagen door camera's. GLaDOS zelf is echter ook één geheel. Aan het eind van het spel ziet men haar, hangend aan een enorm netwerk van draden en schermen.

## In de spellen

### Portal
Het eerste Portal-spel begint jaren later na de gebeurtenissen in 1996. GLaDOS noemt geen mensen of de strijd die ze met hen gehad heeft en begeleidt de mens Chell door negentien tests die moeten aantonen hoe slim mensen zijn. Hierbij moet de speler een aantal puzzels oplossen en obstakels overwinnen. Hierbij horen ook androideturrets die als doel hebben Chell te belemmeren. Als Chell te dichtbij komt, wordt ze door de turrets neergeschoten. De turrets zelf kunnen praten en roepen dingen als "Would you come over here?" of "Where are you?"
Aan het einde van het spel zingt GLaDOS een lied genaamd "Still Alive", over het feit dat ze niet vernietigd is en nog steeds leeft. Dit nummer werd in recensies en door spelers geprezen om de humor en beste eindnummer in een spel. "Still Alive" is geschreven door Jonathan Coulton en gezongen door Ellen McLain.

### Portal 2
In Portal 2 is GLaDOS door de robot Wheatley veranderd in een aardappel. Ze moet nu samenwerken met protagonist Chell om Wheatley te verslaan. Dit lukt, en Wheatley is gedoemd om voor eeuwig in de ruimte te dwalen. Chell geeft GLaDOS haar oude lichaam terug en als dank laat GLaDOS Chell vrij. Portal 2 eindigt met een door GLaDOS gezongen lied: "Want you gone."

## Taart
Een terugkerend motief in de spellen is taart (cake). GLaDOS belooft steeds dat er cake is als het hoofdpersonage de opdrachten haalt. Dit is echter een truc om Chell te manipuleren. De cake is dus eigenlijk een leugen ("the cake is a lie"). Deze zin is uitgegroeid tot een internetmeme met een spreekwoordstatus.

## In andere spellen
GLaDOS verscheen ook in het spel Lego Dimensions, waar zij op het eind het lied "You wouldn't know" zingt.